# پوستیلیونه
پوستیلیونه (به ایتالیایی: Postiglione) یک کومونه در ایتالیا است که در استان سالرنو واقع شده‌است. پوستیلیونه ۴۷ کیلومتر مربع مساحت و ۲٬۳۱۲ نفر جمعیت دارد و ۶۱۵ متر بالاتر از سطح دریا واقع شده‌است.